# Manastir Sveti Jovan Bigorski
Manastir Sveti Jovan Bigorski  (makedonski: Свети Јован Бигорски) je jedan od najznačajnijih vjerskih i kulturnih objekata Makedonske pravoslavne Crkve. Nalazi se na zapadu Republike Makedonije, pored magistralne ceste Debar - Gostivar, leži na padinama planine Bistre, na obali rijeke Radike. 

## Povijest
Manastirska crkva je posvećena Sv. Ivanu Krstitelju. Prema ljetopisu manastira iz 1833. godine, crkvu je izgradio 1020. godine Ivan I. Debranin, prvi arhiepiskop Ohrida (1018. – 1037.). Osmanlije su porušili samostan u 16. stoljeću. Manastir je obnovio iguman Ilarion 1743. godine, on je također izgradio nekoliko konaka (ćelija) za redovnik. Stoljeće kasnije, u periodu 1812. – 1825. za igumana Arsenija (1807. – 1838.) iz obližnjeg sela Galičnik, bitno je proširen manastir.
Jedno od najvrednijih manastirskih umjetničkih blaga je drveni ikonostas kojeg su izradili domaći majstori od 1829. do 1835. godine. Majstori drvodjelje bili su; Petre Filipovski-Garkata i njegov brat Marko iz obližnjeg sela Gari, Makarij Frčkovski iz obližnjeg sela Galičnik, te Avram Dičov sa sinovima Vasilom i Filipom iz sela Osoj.  Za ovaj ikonostas se drži da je jedan od najljepših i najvrednijih kiparskih djela u bizantinskoj umjetnosti. Za ikonu s likom Sv. Ivana Krstitelja koja je datirana u 1020. godinu, vjernici drže da ima čudotvorne iscjeliteljske moći.
Današnji manastirski kompleks sastoji se od manastirske crkve, grobnice (kosturnice) koja se nalazi pored crkve, obrambene kule-zvonika, zgrada za boravak redovnika i novoizgrađenog dijela za boravak gostiju.

## Vanjske poveznice
- Sveti Jovan Bigorski na stranicama Exploring Macedonia  Arhivirana inačica izvorne stranice od 29. listopada 2012. (Wayback Machine) (engl.)
- Sv. Jovan Bigorski
- Sv. Jovan Bigorski na culture.org.mk
- Sveti Jovan Bigorski na stranicama gostivar on line  Arhivirana inačica izvorne stranice od 6. prosinca 2012. (Wayback Machine)
- Slike manastira Sv. Jovan Bigorski  Arhivirana inačica izvorne stranice od 6. listopada 2008. (Wayback Machine)